# Премия TVyNovelas за лучшую мультиплатформенную теленовеллу
Премия TVyNovelas за лучшую мультиплатформенную теленовеллу (исп. Mejor telenovela multiplataforma) — престижная ежегодная награда, вручаемая теленовеллам производства компании Televisa, имеющим на протяжении всего своего показа (от начала и до конца) высокий зрительский интерес и присуждаемая в рамках премии TVyNovelas. Награда вручается теленовеллам с большой зрительской аудиторией в сети Internet, где размещаются дополнительные материалы: специальные выпуски, видео-ролики, альтернативные финалы и т.п.
Премия в данной номинации вручалась всего 3 года, с 2014 по 2016 годы.

## Номинанты и победители
В списке приведены сведения о номинантах и победителях, сгруппированные по церемониям (годам). В таблицы включены имена исполнительных продюсеров и названия теленовелл, за которые получена номинация.
Победители каждого года указаны первыми в списке, выделены полужирным шрифтом на золотом фоне.
| Год  | Название теленовеллы               | Исполнительный продюсер |
| ---- | ---------------------------------- | ----------------------- |
| 2014 | Настоящая любовь                   | Никандро Диас           |
| 2014 | Лгать чтобы выжить                 | Роси Окампо             |
| 2014 | Непокорное сердце                  | Натали Лартильо         |
| 2014 | Потому что любовь решает всё       | Хуан Осорио             |
| 2014 | Я тебя люблю, потому что люблю     | Лусеро Суарес           |
| 2015 | Моё сердце твоё                    | Хуан Осорио             |
| 2016 | Лучше умереть, чем быть как Личита | Роси Окампо             |
| 2016 | Любовь на районе                   | Роберто Эрнандес Васкес |
| 2016 | Ловушки любви                      | Эмилио Ларроса          |
| 2016 | Не отпускай меня                   | Карлос Морено           |